# Émile-Victor Blavier
Pour les articles homonymes, voir Blavier.
Émile-Victor Blavier, né le 1er novembre 1821 à Crespin (Nord) et mort à Paris (7e arrondissement) le 15 novembre 1887, est un sculpteur français actif dans la seconde moitié du XIXe siècle.

## Biographie
Émile-Victor Blavier est né à Crespin (Nord). Il étudia d'abord aux écoles académiques de Douai, puis vint à Paris où il fut élève du peintre Mœunch, dit Munich, et des sculpteurs Toussaint et Calmels. 
Dans la capitale, il demeure 2, rue de Douai lorsqu'il se marie en 1848. Il débuta au Salon de 1852 et exposa pour la dernière fois en 1876. Le musée de la Chartreuse de Douai conserve un grand nombre de ses œuvres.

## Œuvres
- M. Adrien Tournachon, peintre. Buste en terre cuite. Salon de 1850 (n° 1304). Ce buste reparut en bronze au Salon de 1857 (n° 2738).
- Portrait de Mlle C... Statuette en plâtre. Salon de 1853 (n° 1234).
- Portrait de M. Louis Potiez, ancien professeur de modelage et conservateur du Musée de Douai. Médaillon eh bronze plus grand que nature. Signé et daté de 1852. Salon de 1853 (n° 1235). Ce bronze est au musée de la Chartreuse de Douai qui possède aussi un exemplaire en plâtre du même médaillon.
- Portrait de M. C... Buste en plâtre. Salon de J853 (n° 1236).
- Devineresse. Groupe en bronze. Salon de 1857 (n° 2737).
- Mme L. M... Buste en marbre. Salon de 1857 (n° 2739).
- Mme A . M... Buste en marbre. Salon de 1857 (n° 2740).
- La Sculpture. Modèle en plâtre commandé pour la cour du Louvre, par décision ministérielle du 8 mai 1858, moyennant 3.000 francs qui furent payés le 5 janvier 1859. L'exécution en marbre de ce modèle, commandée à l'artiste, le 16 décembre '1858, au prix de 5 000 francs, lui fut retirée, en octobre 1860, pour une raison personnelle, et le bloc de marbre à peine ébauché fut confié au sculpteur Corporandi qui s'engagea à terminer le travail. L'œuvre a été retrouvée en 2006 au musée Goya[5].
- Portrait de M. Fauvel, interne à la Charité. Buste en plâtre. Salon de 1859. (n° 3085).
- Le Général Bonaparte au pont d'Arcole. Groupe colossal en plâtre, musée de la Chartreuse de Douai. Don de l'auteur.
- Piéta. Bas-relief en plâtre de grandeur colossale. Même Musée.
- Le Jugement de Pâris. Esquisse de bas-relief en plâtre. Même Musée. Don de l'auteur.
- Égyptienne et son enfant attaqués par un crocodile. Petit groupe en plâtre. Même musée.
- M. Auguste Cahier, ancien président de chambre à la cour impériale de Douai. Grand médaillon en plâtre. Même musée.
- M. Alph. C..., ancien professeur aux écoles académiques de Douai. Buste en plâtre demi-nature. Même musée.
- M. Ch. H..., professeur de musique à Douai. Buste en plâtre demi-nature. Même musée.
- M. E. D..., avocat. Buste en plâtre demi-nature. Même musée.
- Mme A. P... Buste en terre cuite. Salon de 1867 (n° 2139).
- Portrait de Mlle A. P... Statuette en terre cuite. Salon de 1868 (n° 3423).
- Portrait de A. P... Buste en terre cuite. Salon de 1868 (n° 3424).
- Le Départ et le retour, 1870. Statuettes en bronze. Ces œuvres faisaient partie de la collection San-Donato (année ).
- M. Alphonse M... Buste en terre cuite. Salon de 1870 (n° 4277).
- Mgr Pichenot, évêque de Tarbes. Buste en marbre. Salon de 1878 (n° 1526). Ce buste appartenait aux Pères missionnaires.
- M. H. Lasserre. Buste enterre cuite. Salon de 1874 (no 2683).
- Fleur des champs. Buste en terre cuite. Salon de 1876 (n° 3085). Ce buste appartenait à M. Lorenzi.